# Шинківщина
Шинкі́вщина —  село в Україні, в Лубенському районі Полтавської області. Населення становить 99 осіб. Колишній орган місцевого самоврядування — Березівська сільська рада.

## Географія
Село Шинківщина знаходиться на відстані 0,5 км від села Тотчине та за 2 км - село Покровська Багачка. По селу протікає пересихаючий струмок з загатою. Поруч проходить автомобільна дорога М03.

## Історія
12 червня 2020 року, відповідно до розпорядження Кабінету Міністрів України № 721-р «Про визначення адміністративних центрів та затвердження територій територіальних громад Полтавської області», село увійшло до складу Лубенської міської громади.
19 липня 2020 року, в результаті адміністративно - територіальної реформи та ліквідації Лубенського району(1923-2020), село увійшло до складу новоутвореного Лубенського району.

## Населення
Згідно з переписом УРСР 1989 року чисельність наявного населення села становила 149 осіб, з яких 61 чоловік та 88 жінок.
За переписом населення України 2001 року в селі мешкало 95 осіб.

### Мова
Розподіл населення за рідною мовою за даними перепису 2001 року:
| Мова       | Відсоток |
| ---------- | -------- |
| українська | 97,98 %  |
| російська  | 2,02 %   |